# ДЭИР
Дальне́йшее эне́рго-информацио́нное разви́тие (ДЭИР) — псевдонаучная система саморазвития, описанная в книгах за авторством Д. С. Верищагина и преподаваемая в одноимённой школе К. В. Титова. Основной элемент методики — работа с ощущениями, в системе ДЭИР людей учат прислушиваться, выделять, регулировать и трактовать собственные ощущения.
В программу системы ДЭИР входят разнообразные псевдонаучные методики так называемого «энергоинформационного взаимодействия с окружающим миром», такие как: навыки ощущений «поля», контроль собственной «энергетики», защита от внешних воздействий, программы на достижение целей, приёмы воздействия на окружающих, методы усиления интуиции и творческих способностей, формирования удачи и повышения харизмы. Эффективность этих методик не доказана.

## Содержание методики
По утверждению автора, которое приводится в начале первой книги, система якобы появилась как результат проекта по созданию психотронного оружия по заказу КПСС в 1980-х годах. В результате исследований якобы была открыта защитная оболочка, отсекающая любой контроль, и заказчики потеряли к системе интерес.
При этом исследователями факт существования Д. С. Верищагина, заявленного создателя системы, ставится под сомнение, предполагается реальное авторство К. В. Титова.
ДЭИР обучает навыкам владения псевдонаучной «энергетикой» и собственным сознанием. В текстах книг Д. С. Верищагина речь идёт о развитии и новых ступенях личной эволюции. Утверждается, что якобы барьером является привычный способ функционирования в социуме, который ограничивает творческий потенциал души и разума. Заявляется, что, используя практические навыки ДЭИР, человек может обрести истинную свободу, здоровье и силу.

## Школа ДЭИР
Существует организация под названием «Школа ДЭИР», проводящие тренинги по данной системе. Руководитель школы К. В. Титов значится как соавтор дополненного издания двух книг по 1-4 ступеням. Продвижение по методикам ДЭИР осуществляется путём последовательного платного обучения на пяти базовых курсах — ступенях. Также регулярно проводятся платные семинары по специализированным темам, выезды на природу для посещения «мест силы».

## Критика
Председатель Экспертного совета по проведению государственной религиоведческой экспертизы при Министерстве юстиции Российской Федерации, Президент антисектантских организаций «Российская ассоциация центров изучения религий и сект» (РАЦИРС) А. Л. Дворкин относит школу ДЭИР к «тоталитарным сектам».

Вице-президент РАЦИРС протоиерей А. В. Новопашин отмечал: 

Сотрудники украинского информационного центра «Диалог», занимающегося исследованиями деструктивной деятельности сект, выступили с заявлением, в котором, в частности, говорится следующее: «Секта имеет абсолютно тоталитарную структуру, рычаги управления которой находятся у вождей. Из-за применения в культовой практике секты крайне опасных психотехник под видом биоэнергетических упражнений и тренингов растёт число жертв секты, главным образом с расстройствами и нарушениями психики».

В декабре 2014 года в Сахалинской области сотрудники правоохранительных органов установили, что в лесном лагере организацией ДЭИР проводились занятия для детей, на которых их заставляли поклоняться камням. После возвращения из лагеря дети стали замкнутыми, появилось чувство беспокойства, кому-то даже потребовалась помощь психологов. В секту через детей постепенно затягивали родителей и с них под разными предлогами требовали деньги. В свою очередь председатель юридического центра РАЦИРС А. А. Карелов указал на то, что в данном учении используются методы психического манипулирования, в том числе псевдонаучного нейролингвистического программирования (НЛП).